# Dendrelaphis grandoculis
Espèce
Synonymes
- Dendrophis grandoculis Boulenger, 1890

Statut de conservation UICN

 LC  : Préoccupation mineure
Dendrelaphis grandoculis est une espèce de serpents de la famille des Colubridae.

## Répartition
Cette espèce est endémique du sud-ouest de l'Inde.

## Description
Dendrelaphis grandoculis est un serpent arboricole diurne. Dans la description de cette espèce, Boulenger fait référence en premier à l’œil qu'il juge très grand et qui justifie le nom scientifique qu'il lui donne. Il précise que le spécimen en sa possession mesure environ 132 cm dont 34 cm pour la queue. Son dos est brun olive avec de petites taches irrégulières noires. Sa face ventrale est olive clair. Ses yeux sont bordés de blanchâtre.

## Étymologie
Son nom d'espèce vient du latin grandis, « grand », et oculus, « œil ».

## Publication originale
- Boulenger, 1890 : The Fauna of British India, Including Ceylon and Burma. Reptilia and Batrachia, p. 1-541 (texte intégral).